# A Static Lullaby
 A Static Lullaby  — американская постхардкор-группа, образованная в Чино-Хиллз, Калифорния, в 2001 году.

## История

### Ранние годы и становление (2001—2002)
Группа A Static Lullaby возникла после случайного джем-сейшена в старшей школе (Ruben s. Ayala High school), в результате которого её участники покинули свои существующие группы и объединились как одно целое. Основанная в 2001 году в Чино-Хиллз, Калифорния, группа началась с вокалиста Джо Брауна, басиста Фила Пирроне, барабанщика Бретта Диново и гитаристов Дэна Арнольда и Натана Линдемана. Их первое выступление состоялось всего через две недели после формирования, и оно вызвало шумиху вокруг группы, которая продолжала распространяться по всей округе.
В сентябре 2001 года группа записала свою первую самодельную песню «Withered». Они также записали песни «Love to Hate, Hate to Love», «The Shooting Star That Destroyed Us All», «A Sip of Wine Chased With Cyanide» и «Charred Fields of Snow» для своего одноимённого демо-EP. Затем они записали ещё 2 песни; «A Sip of Wine Chased With Cyanide» и «A Song for a Broken Heart» и выпустили их на демо-EP Withered, который был продан тиражом 6000 копий. После выхода EP группа гастролировала по Западному побережью.

### Подписание и первые два альбома (2002—2005)
Группа подписала контракт с Ferret Records в 2002 году. После этого группа приступила к созданию своего первого альбома под названием «And Don’t Forget to Breathe» в начале 2003 года и провела 18 месяцев в дороге, поддерживая свой дебютный альбом. на одной сцене с такими группами, как AFI, My Chemical Romance и Brand New. Во время 16-недельного тура со Strung Out барабанщик Бретт Диново покинул группу, и его заменил тогдашний гитарный техник Бен Ньюшем. В конце 2004 года группа записала кавер на песню «The Everlasting Gaze», изначально написанную The Smashing Pumpkins, для альбома The Killer in You: A Tribute to Smashing Pumpkins. После обширных гастролей они подписали контракт с Columbia Records и записали свой второй альбом Faso Latido, который был выпущен 5 апреля 2005 года. Он получил неоднозначные отзывы, и в конечном итоге они были исключены из Columbia.
В это время басист и вокалист Фил Пирроне попал в серьёзную автокатастрофу, из-за чего он переосмыслил свою жизнь и в конце концов покинул группу. Он основал свой собственный лейбл Longhair Illuminati и сформировал группу Casket Salesmen с гитаристом Натаном Линдеманом. В 2005 году ASL успешно выступила на Taste Of Chaos.

### A Static Lullaby (2006—2007)
A Static Lullaby достигли поворотного момента и были подписаны с Fearless Records. Они искали новых музыкантов, чтобы занять места Фила Пирроне и Натана Линдемана. Найдя Джона Мартинеса и Дейна Поппина для гитары и баса соответственно, группа записала свой третий полноформатный альбом. A Static Lullaby был выпущен 10 октября 2006 года и стал значительно лучше, чем их предыдущий альбом. Одноимённый альбом вернулся к более агрессивному стилю, которым была известна группа, с заметным влиянием мелодичной «гитарной поп-музыки».
В 2007 году группа рассталась с новым гитаристом Джоном Мартинесом и не стала искать ему замену. Дейн Поппин заявил: «В настоящее время нам намного лучше и удобнее вчетвером». Кроме того, они нашли постоянного нового барабанщика Тайлера Махурина.

### Rattlesnake! и распад (2008—2015)
Группа выпустила видео, в котором говорилось, что название их нового альбома, спродюсированного Стивом Эветтсом, должно было называться Rattlesnake!. Он был выпущен 9 сентября 2008 года. В ноябре 2008 года состоялся тур с Maylene and the Sons of Disaster, Confide, Showbread и Attack Attack! закончился.
Вместе со сборником Punk Goes Pop 2 группа выпустила постхардкорную кавер-версию «Toxic» Бритни Спирс, а также связанное музыкальное видео, в котором несколько двойников Спирс одеты в различные наряды из её музыкальных клипов.
A Static Lullaby гастролировали большую часть Zumiez Couch Tour 2009 года с канадской группой Silverstein. Они также выступали с группами Vanna, Asking Alexandria, Motionless in White и Tides of Man в рамках тура Blaze of Glory .
В июне 2010 года солист Джо Браун вместе с бывшим гитаристом Джоном Мартинесом и будущим гитаристом A Static Lullaby Крисом Комо начал сайд-проект под названием «Elevate: I Am», который выпустил свой дебютный альбом The Ghost Eclipse Sessions в 2011 году. Браун также подписал контракт. группу A Shattered Hope из Сан-Диего на свой лейбл A Lullaby Factory Records.
В 2011 году группа выпустила свой первый неальбомный сингл Cinematic Attractions. В нём Дэн Арнольд исполняет вокал, гитару и фортепиано, слова Джо Брауна, а сведение и мастеринг выполнены Крисом Комо.
Дэн Арнольд присоединился к группе New Year's Day, играя в группе на гитаре. Он также объявил о новом проекте «Ghost Town» на странице A Static Lullaby в Facebook в начале 2012 года. Дэн Арнольд в конечном итоге покинул группу New Year's Day.
Дейн Поппин гастролировал с постхардкорной группой Of Mice & Men, чтобы заменить Джаксина Холла, который покинул группу по личным причинам.
Дэн Арнольд объявил в аккаунте группы в Facebook 10 января 2012 года, что группа распадается, а позже подтвердил, заявив, что последнее выступление группы состоится в Индонезии 7 июля 2012 года.
После распада группы Дэн Арнольд, Мэтт Фолкнер и Крис Комо основали группу под названием «Deadhorse», которая выпустила демо-трек в январе 2014 года. Дейн Поппин в настоящее время гастролирует и выступает с Twin Forks & Dashboard Confessional, Фил Пирроне играет в его новая группа JJUUJJUU, а Тайлер Махурин в настоящее время играет с Hollywood Undead.

### Воссоединение (2015 — настоящее время)
В канун Рождества 2015 года группа объявила на своей странице в Facebook, что они вернутся, чтобы выступить впервые за четыре года с четырьмя концертами в Калифорнии в 2016 году, где они исполнили свой дебютный альбом «And Don’t Forget To Breathe». В целом группа приветствовала бывших участников Джона Мартинеса и Криса Комо, а также представила нового участника Джоуи Брэдфорда для шоу воссоединения. A Static Lullaby вернулись в свой родной город для успешного воссоединения в Glasshouse в субботу, 27 февраля 2016 г.
В январе 2019 года Джо Браун объявил на странице A Static Lullaby в Facebook, что он основал метал-группу Dead Inside с Дэйвом Миллером (ранее работавшим в Senses Fail).

## Музыкальный стиль
Основные жанры группы — постхардкор и альтернативный рок. Группу сравнивали с AFI , The Used и My Chemical Romance.

## Участники
Текущий состав
- Джо Браун — скрим (2001—2012, 2015 — настоящее время)
- Дэн Арнольд — ритм-гитара, вокал, программирование, клавишные (2001—2012, 2015 — настоящее время)
- Джон Мартинес — соло-гитара, бэк-вокал (2006—2008, 2015 — настоящее время)
- Джои Брэдфорд — бас-гитара, бэк-вокал (2015 — настоящее время)
- Крис Комо — соло-гитара (2011—2012), ударные, перкуссия (2015 — настоящее время)

Бывшие члены
- Бретт Диново — ударные, перкуссия (2001—2005; 2011—2012)
- Мэтт Фолкнер — бас-гитара (2011—2012)
- Тайлер Махурин — ударные, перкуссия (2007—2011)
- Арья Чегини — барабаны, перкуссия (2012)
- Risen JM — ударные, перкуссия (2010)
- Джаррод Александр — ударные, перкуссия (2006—2007)
- Нейт Линдеман — соло-гитара (2001—2005)
- Фил Пирроне — бас-гитара, вокал (2001—2005)
- Дейн Поппин — бас-гитара, бэк-вокал (2006—2011)
- Фил Манансала — соло-гитара (2008—2009, теперь в Of Mice & Men)

## Дискография
- ...And Don't Forget The Breathe (2003)
- Faso Latido (2005)
- A Static Lullaby (2006)
- Rattlesnake! (2008)

## Видеоклипы
- 2003: «Lipgloss and Letdown»
- 2003: «The Shooting Star That Destroyed Us»
- 2005: «Stand Up»
- 2007: «Hang 'Em High»
- 2008: «The Art of Sharing Lovers»
- 2009: «Toxic» (Britney Spears cover)